# Maserati Coupé
La Maserati Coupé (nome in codice Tipo M138), è un'autovettura di tipo gran turismo prodotta dalla casa automobilistica italiana Maserati dal 2002 al 2007, sostituendo la precedente 3200 GT. Il coupé e la simile Spyder sono entrambe comunemente conosciute anche come 4200 GT.

## Caratteristiche tecniche

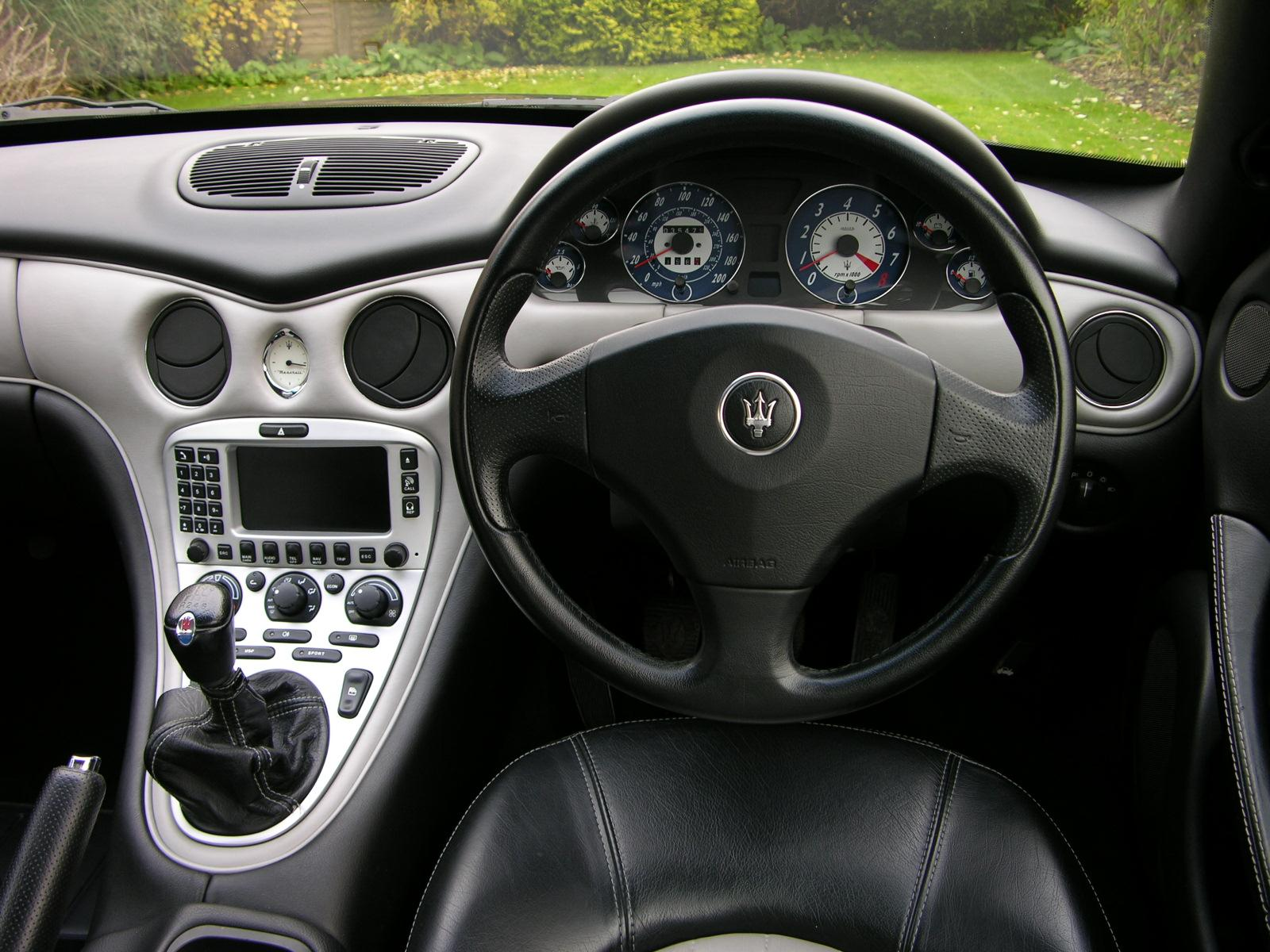
Posto guida di una 4200 GT del 2005

Questa automobile è un'evoluzione della 3200 GT, di cui riprende il telaio sul quale però è stato collocato un diverso propulsore, lo stesso già presente sulla Spyder.

### Motore
Il motore è il Ferrari F136, un otto cilindri a V di 90° a carter secco, realizzato in lega d'alluminio, con una cilindrata di 4,2 litri avente la distribuzione a 4 alberi a camme con 32 valvole e la fasatura variabile (VVT) sul lato aspirazione. Inoltre è stato usato un trattamento al nikasil per le canne dei cilindri. La potenza massima sviluppata da questa unità è di 390 CV (286 kW), ed il regime massimo di erogazione è di 7.500 giri/min. Il motore si contraddistingue per elevati valori di coppia e potenza specifiche.

### Restyling
Nel 2005 con la "model year 05" è stato cambiato, attraverso un restyling, il paraurti anteriore e ridisegnato il tunnel centrale.

## Maserati GranSport
Nel 2005 è stata presentata una versione modificata, la V8 GranSport, studiata in galleria del vento e con una potenza aumentata di 10 CV pur avendo mantenuto invariata la cilindrata.

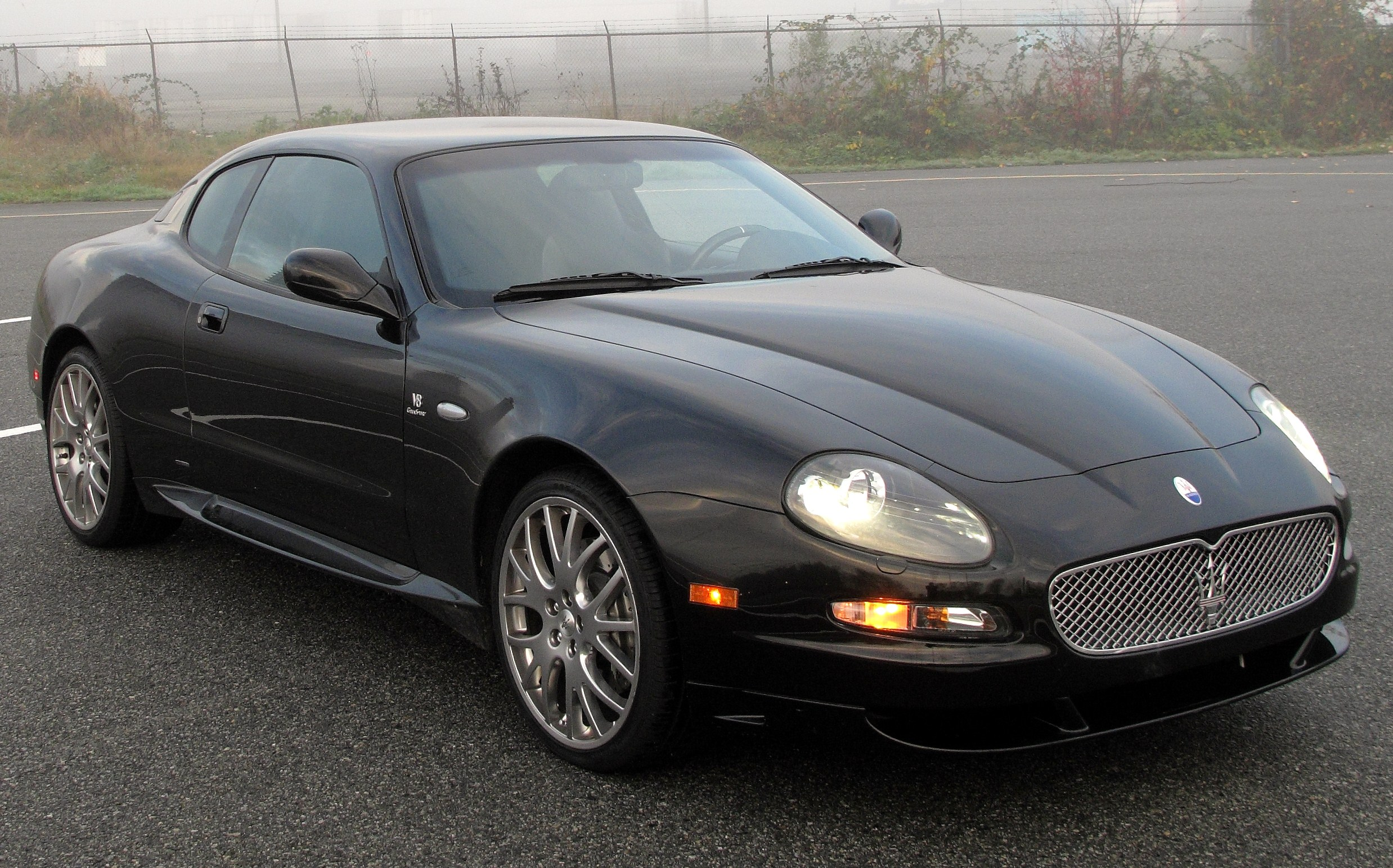
Maserati Coupé V8 GranSport

La Gransport è stata lanciata al salone dell'automobile di Ginevra del 2004 e monta lo stesso motore V8 4,2 litri della coupé erogante ora 400 CV. Rispetto alla coupé presenta modifiche a livello estetico e meccanico. Esteticamente è stata adottata una griglia anteriore più larga, cromata e a nido d'ape, nuovi cerchi che richiamano quelli delle vetture impegnate nelle gare, nuovi terminali di scarico e alcune nuove tinte. Meccanicamente è stata invece modificata la sesta marcia del cambio robotizzato, il Cambiocorsa unico disponibile, allungata per sfruttare al meglio le doti del motore. La velocità massima toccata dalla Gransport è di 290 km/h.
Nel corso degli anni si sono aggiunte due versioni speciali: la 90th anniversary, per celebrare il novantenario della nascita della Maserati, e la Contemporary Classic, di colore rosso, presentata al Motorshow di Bologna a dicembre 2006.

## Attività sportiva

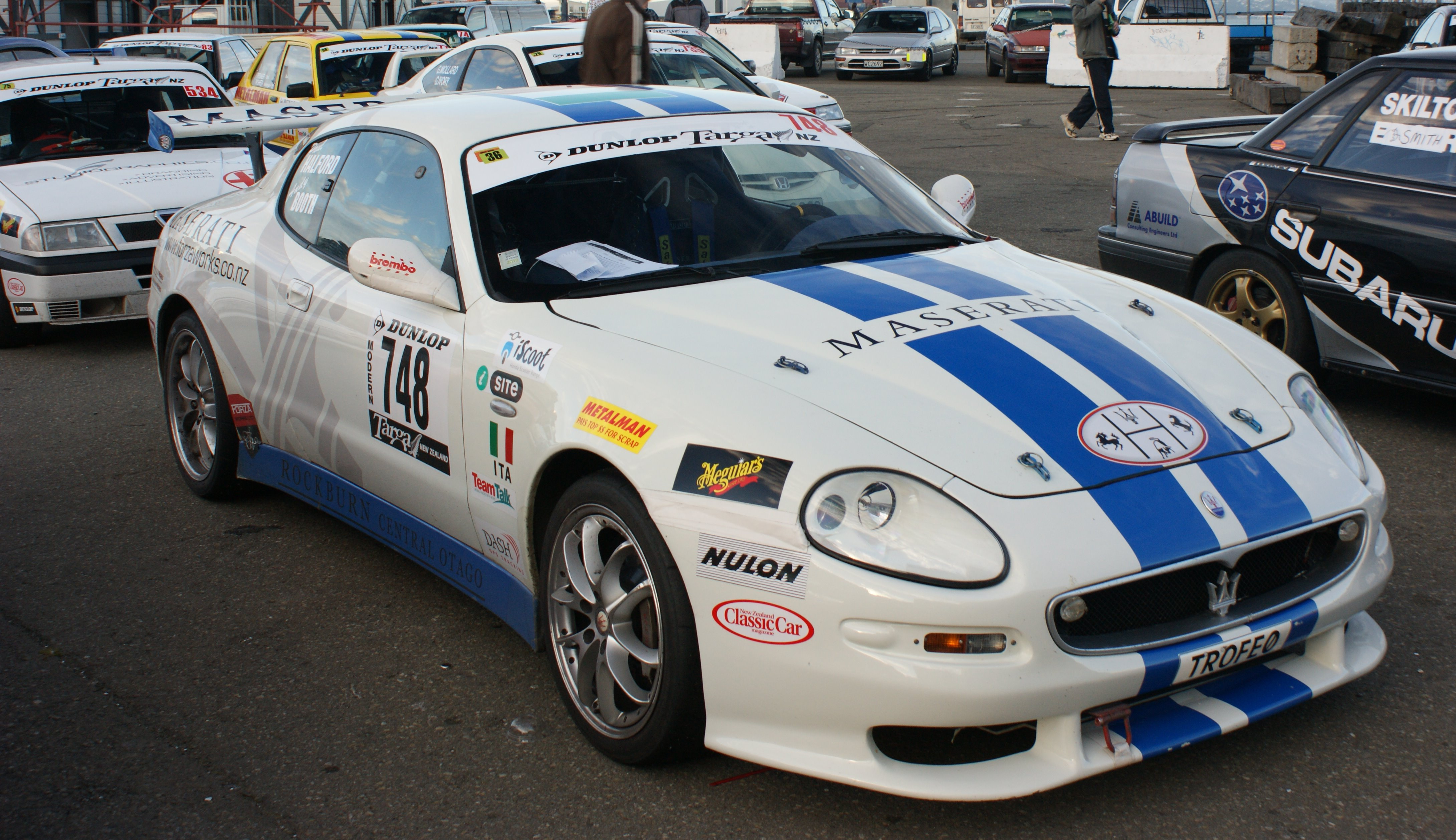
Maserati Trofeo del 2003

Basandosi sulla coupé, la Maserati ha sviluppato la Trofeo. Tale modello, progettato per un campionato monomarca, presentava lo stesso propulsore del modello di serie dotato però di una centralina rimappata e di un nuovo impianto di scarico per poter erogare la potenza di 420 CV. Oltre ad essere dotata di nuovi elementi aerodinamici e la dotazione sportiva interna, aveva anche numerose componenti sostituiti con parti in fibra di carbonio e plexiglas per ridurre il peso di 249 kg. L'accelerazione da 0 a 100 km/h avveniva in 4 secondi.